# Phalonidia thryptica
Phalonidia thryptica es una especie de polilla del género Phalonidia, categorizada en la tribu Cochylini, de la subfamilia Tortricinae.

## Distribución
Se distribuye por América: Costa Rica, en la provincia de Guanacaste.

## Taxonomía
Fue descrita por Razowski en 1994.
Tratamiento taxonómico
La especie aparece registrada y publicada en Acta Zoologica Cracoviensia 37: 181.